# Kaš
Kaš je priimek v Sloveniji, ki ga je po podatkih Statističnega urada Republike Slovenije na dan 1. januarja 2010 uporabljalo 15 oseb.

## Znani nosilci priimka
- Igo Kaš (1853—1910), častnik, pesnik in pisatelj